# وزارة الرياضة والشباب (سوريا)

وزارة الرياضة والشباب هي وزارة حديثة التأسيس في الجمهورية العربية السورية، أُنشئت في 29 مارس 2025، لتكون الجهة الحكومية المسؤولة عن تطوير قطاعي الرياضة والشباب في البلاد. 

## الخلفية والتأسيس
في إطار التشكيلة الحكومية الجديدة التي أعلنها الرئيس السوري أحمد الشرع في 29 مارس 2025، أُستحدثت وزارة الرياضة والشباب لأول مرة في تاريخ سوريا. يأتي هذا القرار استجابةً لتطلعات الرياضيين والجماهير الرياضية السورية، وإيمانًا بأهمية قطاعي الرياضة والشباب في تعزيز المبادئ والقيم الوطنية.
تهدف الوزارة إلى تطوير الرياضة وتوفير بيئة مناسبة لتنمية الشباب في مختلف المجالات. كما تسعى إلى تعزيز الوحدة الوطنية والقيم الأخلاقية من خلال الأنشطة الرياضية والشبابية، وتعتبر الرياضة وسيلة لتحقيق هذه الأهداف.

## الوزير الحالي
تولى محمد سامح حامض منصب وزير الرياضة والشباب، ليصبح أول من يشغل هذا المنصب في تاريخ سوريا. الحامض، البالغ من العمر 50 عامًا، ينحدر من مدينة كفرتخاريم في ريف إدلب. بدأ مسيرته لاعباً لكرة السلة، ثم انتقل إلى مجال الإدارة الرياضية، حيث شغل عدة مناصب منها إدارة نادي كفر تخاريم بين 2008 و2011، ورئاسة نادي النخبة بين 2018 و2021. كما تولى إدارة مديرية الشباب والرياضة في حكومة الإنقاذ بين 2021 و2024. ساهم الحامض في تطوير الرياضة وتأهيل استاد إدلب البلدي خلال السنوات الماضية.

## الهيكل التنظيمي
لم يُعلن بعد عن التفاصيل الكاملة للهيكل التنظيمي للوزارة، ولكن من المتوقع أن تضم إدارات متخصصة تهتم بتطوير الرياضة، ورعاية الشباب، والتخطيط للأنشطة والفعاليات الرياضية والشبابية على المستوى الوطني.

## قائمة الوزراء
| الصورة               | الاسم (مواليد–وفاة)                 | فترة شغل المنصب      | فترة شغل المنصب      | فترة شغل المنصب      | الحكومة              | ملاحظات              |
| الصورة               | الاسم (مواليد–وفاة)                 | تولى المنصب          | غادر المنصب          | المدة                | الحكومة              | ملاحظات              |
| وزير الرياضة والشباب | وزير الرياضة والشباب                | وزير الرياضة والشباب | وزير الرياضة والشباب | وزير الرياضة والشباب | وزير الرياضة والشباب | وزير الرياضة والشباب |
| -------------------- | ----------------------------------- | -------------------- | -------------------- | -------------------- | -------------------- | -------------------- |
|                      | scope="row" style="font-weight:1975 | في المنصب            | 110 أيام             | حكومة أحمد الشرع     | [ 7 ] [ 8 ]          |                      |